# Svendeprøve
Svendeprøve er den afsluttende eksamen, hvor en lærling viser hvad han eller hun har lært ved at fremstille et for faget karakteristisk svendestykke.
Tømreren laver eksempelvis noget af en tagkonstruktion, snedkeren et møbel, grovsmeden en hestesko, blikkenslageren dele af et nedløbsrør i enten zink eller kobber.
Svendestykket bliver vurderet af skuemestre, og bedømmelserne "bestået", "veludført" og "særdeles veludført" udløser et svendebrev. Sidstnævnte bedømmelse kan udløse en bronze- eller sølvmedalje.